# Hřbitov Stoney Royd
Hřbitov Stoney Royd je anglikánský hřbitov v Halifaxu, ve West Yorkshire, v Anglii.
Stoney Royd House byl zděný dům postavený pro Christophera Rawsona, třetího syna Johna Rawsona z Boltonu. Byl zbořen v druhé polovině 20. století. Jedna z jeho původních bran zůstává součástí hřbitova. V roce 1860 zakoupila společnost Halifax Corporation místo, které se stalo hřbitovem. Edward Milner vyhrál soutěž o návrh jeho podoby. Byl otevřen v roce 1861 a severní část byla vysvěcena 11. září 1862. Jižní část byla určena pro nonkonformní pohřby.
Byly postaveny dvě kaple: jedna pro anglikánskou církev a druhá pro nonkonformní pohřby. Anglikánská kaple byla novogotická stavba s věží a polygonální apsidou. V roce 1973 ministerstvo životního prostředí zařadilo kapli mezi památky II. třídy. V roce 2007 se její střecha zhroutila v bouři a část byla později zbourána. Věž zůstala zachována.
Je zde 77 hrobů válečných obětí, které spravuje Commonwealth War Graves Commission.